# 百白
百白（1988年8月10日—），本名白靜宜，台灣女演員，國立台灣藝術大學戲劇學系畢業。曾與大文組成搞笑團體白文鳥。

## 戲劇作品

### 電影
- 2014年《等一個人咖啡》小說社社員
- 2014年《痞子英雄2》演員
- 2016年《我的蛋男情人》冷凍食品廠員工
- 2017年《健忘村》村民
- 2018年《切小金家的旅館》蝙蝠
- 2020年《喜從天降》貴婦
- 2020年《消失的情人節》劉姐
- 2021年《詭扯》美女
- 2022年《小藍》攝影社老師
- 2022年《女優，摔吧》強強
- 2023年《請問，還有哪裡需要加強》阿娟
- 2023年《我的麻吉4個鬼》發發大師
- 2023年《成功補習班》櫃台小姐
- 2023年《他馬克老闆》
- 2024年《鬼才之道》卡蜜拉
- 2024年《乒乓男孩》
- 2025年《有病才會喜歡你》

### 電視
- 2015年 《結婚禁行曲》飾演/護士
- 2015年 《孤獨的美食家》飾演/紅包場歌手
- 2015年 《致，第三者》飾演/都英俊
- 2015年 《唯一繼承者》飾演/魯鼻
- 2016年 《藥笑24小時》飾演/思妤
- 2017年 《酸甜之味》飾演/小樂
- 2017年 《稍息立正我愛你》飾演/海媚
- 2018年《幸福，近在咫尺》飾演/白白
- 2018年 《動物系戀人啊》飾演/瘦瘦
- 2018年《噬膽72》飾演/小劉
- 2019年《愛情白皮書》飾演/阿魚博士
- 2021年《超感應學園》飾演/靜芳
- 2022年《茁劇場－走過愛的蠻荒》飾演/劉彩琳
- 2023年《國際橋牌社外傳：和平歸來》飾演/劉欣儀（護理部 博愛醫院B棟6樓督導）
- 2023年《此時此刻》飾演/圓圓
- 2024年《我的意外室友》飾演/謝美虹
- 2024年《都市懼集-入侵者》飾演/麗文
- 拍攝中《便利商店》飾演/

## 廣告作品
- 《7-ELEVEN》冰品廣告- 熨斗篇 演員
- 《肯德基》速食廣告-吳莫愁篇 演員
- 《肯德基》速食廣告-柯震東篇 演員
- 《中華電信》電信廣告-拳擊篇 演員
- 《Subway》潛艇堡廣告-仙人篇 演員
- 《味味一品》泡麵廣告-選妃篇 演員
- 《三洋紡織》衣飾廣告-殭屍篇
- 《賀立高》成龍鳳計畫-相聲篇

## 劇場作品
- 再現劇團地下讀劇會《補習班》應用地理攻頂心法-獨腳戲演員
- 宜蘭傳統藝術中心《話龍點睛》相聲演員-年度駐村藝術團隊共計演出93場
- 如果兒童劇團-巧虎劇場《玩具國大盜皮大王》演員-大陸巡迴共55場全國11城市
- 漢霖說唱藝術團秋季公演 《龍虎逗》演員
- 台北市三張區「文化就在巷子裡」-《說唱大觀園》相聲演員
- 新光三越表演藝術月《這夏很有戲》相聲演員-台灣巡迴共12場全國6城市
- 故事工廠《3個諸葛亮》/《男言之隱》/《倒數婚姻》

## 主持節目

### 頒獎典禮
| 年份   | 節目                     | 頻道     | 備註       |
| ------ | ------------------------ | -------- | ---------- |
| 2022年 | 第44屆金穗獎頒獎典禮     |          |            |
| 2023年 | 第25屆台北電影獎頒獎典禮 | 東風衛視 | 搭檔林鶴軒 |
| 2024年 | 第26屆台北電影獎頒獎典禮 | 東風衛視 | 搭檔林鶴軒 |

## 獎項紀錄
| 年份   | 頒獎典禮         | 獎項       | 影片     | 得獎 |
| ------ | ---------------- | ---------- | -------- | ---- |
| 2021年 | 第23屆台北電影獎 | 最佳女配角 | 《詭扯》 | 獲獎 |

## 外部連結
- 白文鳥Facebook專頁 （页面存档备份，存于）
- 白文鳥youtube頻道 （页面存档备份，存于）
- TVBS藝人事務所[永久]
- TVBS-藝人事務所的Facebook專頁
- 百白的Instagram帳戶